# Schloss Augustenburg (Dänemark)

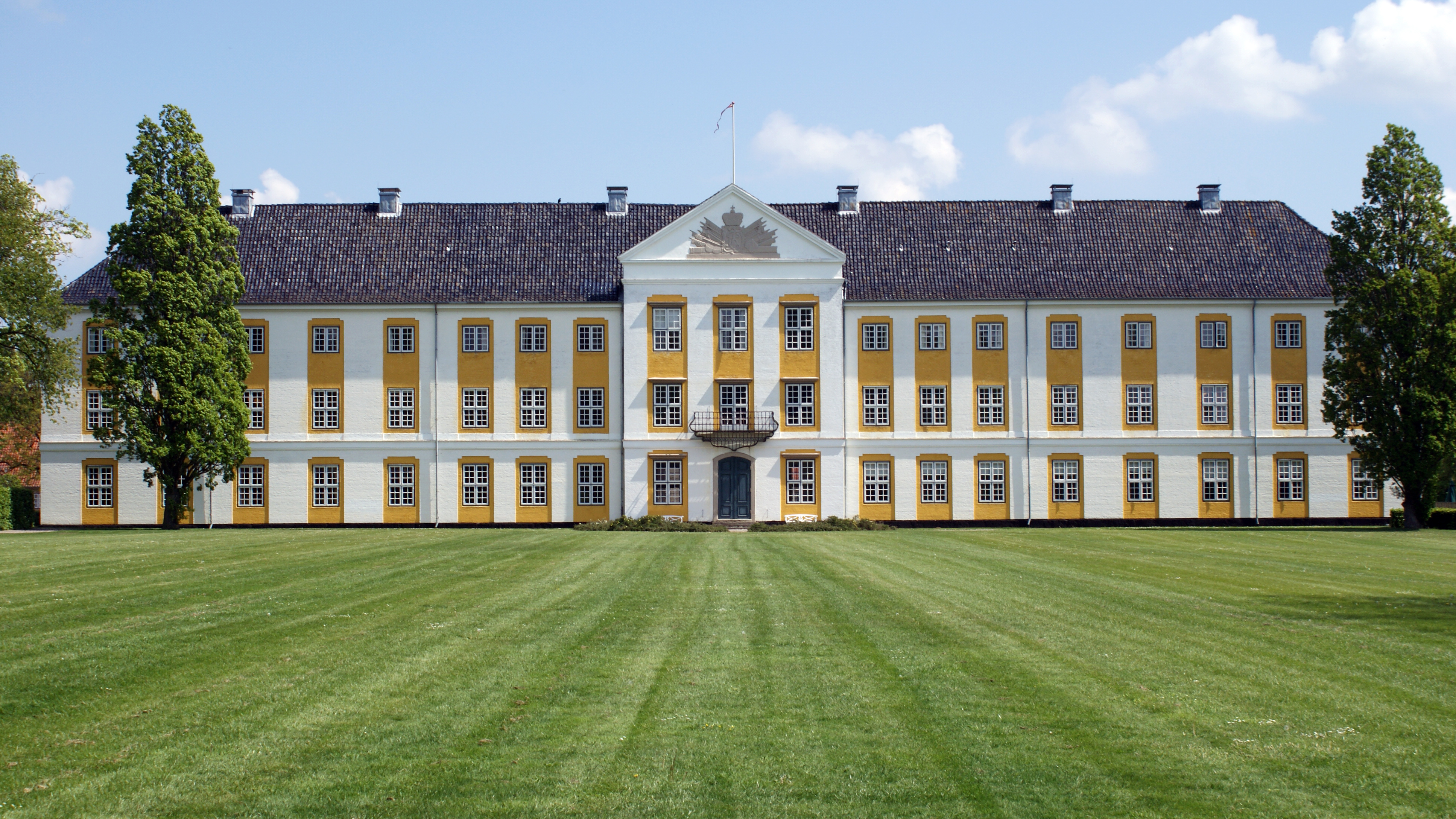
Schloss Augustenburg, die nach Westen gerichtete Gartenfassade

Das Schloss Augustenburg (dänisch Augustenborg Slot) in Augustenburg auf der Insel Alsen in Dänemark war namensgebend für die Linie Schleswig-Holstein-Sonderburg-Augustenburg, einen Familienzweig des Hauses Oldenburg. Die herzogliche Familie bewohnte das Schloss bis 1848, dann musste sie es infolge der Schleswig-Holsteinischen Erhebung verlassen. Das Gebäude diente danach anderen Zwecken: Es diente als Kaserne, Psychiatrie (1932–2015) und Behördensitz (seit 2016).
Der Bau von 1770 geht auf ein älteres Schloss aus dem 17. Jahrhundert zurück. Es ist die größte und einheitlichste Barockanlage im südlichen Dänemark und nach Schloss Gottorf der zweitgrößte erhaltene Residenzbau im einstigen Herzogtum Schleswig.

## Geschichte des Schlosses

### Abgeteilte Herren

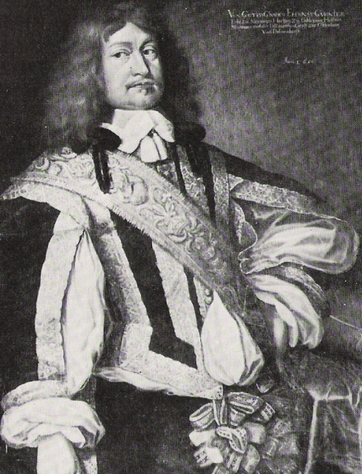
Herzog Ernst Günther, Begründer der Linie Augustenburg und Bauherr des ersten Schlosses

Herzog Johann von Schleswig-Holstein-Sonderburg hinterließ seinen fünf erbberechtigten Söhnen 1622 jeweils ein kleines Titularherzogtum. Sein Sohn Alexander erhielt das Gebiet rund um Sonderburg. Nach dem Tode Herzog Alexanders 1627 war das vom Landesregiment abgetrennte Duodezfürstentum Schleswig-Holstein-Sonderburg nicht weiter teilbar. Von den sechs Söhnen Alexanders erbten fünf lediglich den herzoglichen Titel, mussten aber für ihre Versorgung Güter außerhalb des Teilherzogtums erstehen. Nachdem sich die verschiedenen Sonderburger Linien zunächst alle als Herzöge von Sonderburg oder auch als Herzöge von Schleswig-Holstein bezeichnet hatten, setzte sich bis ins 18. Jahrhundert für die einzelnen Familienzweige eine offizielle Titulierung nach dem Residenzort durch.
Alexanders drittältester Sohn Ernst Günther erwarb einige Güter und Bauernhöfe auf den Inseln Ærø und Alsen. Auf Alsen ließ er einige Höfe des Dorfs Stavensböl abreißen und stattdessen ein adliges Gut errichten, dessen Mittelpunkt ein von 1661 bis 1663 erbautes Schloss wurde.

### Das erste Schloss der Augustenburger Herzöge
Das erste Schloss in Augustenburg war ein großzügiger, in Fachwerk ausgeführter Bau, der nach der Frau des Herzogs, Auguste von Schleswig-Holstein-Sonderburg-Glücksburg, Augustenburg genannt wurde. Dieses Gebäude war der Vorgängerbau der heutigen Schlossanlage.
Das Schloss wurde zum Stammsitz des Augustenburger Familienzweiges, der in der zweiten Hälfte des 17. Jahrhunderts weiteren Besitz erwerben und seinen Güterkomplex zunehmend ausbauen konnte. Nach dem Konkurs einer verwandten Nebenlinie erhielten die Augustenburger, die enge Beziehungen zur dänischen Krone pflegten, 1675 auch den alten Stammsitz Schloss Sonderburg als Amtssitz vom dänischen Königshaus zur Verfügung gestellt. Der Besitz der Familie vergrößerte sich im 18. Jahrhundert weiter, und mit Schloss Gravenstein wurde auf der Halbinsel Sundewitt ein Sommersitz erworben. Schloss Augustenburg blieb jedoch der Hauptwohnsitz der herzoglichen Familie, der auch regelmäßig von Mitgliedern der dänischen Königsfamilie besucht wurde. Herzog Christian August I. hielt einen umfangreichen Hofstaat mit zahlreichen Festen und Banketten. Unter ihm wurden um 1733 erstmals Pläne entworfen, das Schloss durch einen Neubau zu ersetzen, für den allerdings zunächst die finanziellen Mittel fehlten.
Die Einkünfte aus den zahlreichen Gütern wurden für eine aufwendige standesgemäße Hofhaltung benötigt, und die stetigen Ausgaben führten im Laufe des 18. Jahrhunderts zu einer zunehmenden Verschuldung des herzoglichen Hauses. Unter Herzog Friedrich Christian I. gelang jedoch nach über zehnjährigen Verhandlungen 1764 der Abschluss eines Kontraktes mit der dänischen Krone, der den herzoglichen Etat mit einem Schlag sanierte: Als direkte Nachkommen einer königlich-dänischen Nebenlinie – der Stammvater Herzog Johann von Schleswig-Holstein-Sonderburg war ein Sohn des dänischen Königs Christian III. gewesen – verfügten die Augustenburger über volle Erbrechte in Schleswig und Holstein. Das Herzogtum Plön drohte um 1760, im Mannesstamm auszusterben, und die Augustenburger Linie hätte in diesem Fall Erbansprüche stellen können. Herzog Friedrich Christian bot dem dänischen König, der zugleich in Personalunion Herzog von Schleswig und Holstein war, an, auf alle seine Erbrechte in Schleswig und Holstein zu verzichten, die auch das abgeteilte Titularherzogtum Glücksburg betrafen. Da die Vollendung des Gesamtstaats eines der größten politischen Ziele des dänischen Reiches im 18. Jahrhundert war, ging König Friedrich V. darauf ein. Der Augustenburger Herzog erhielt eine sehr großzügige Abfindung, mehrere große königliche Güter, Kirchenpatronatsrechte und Steuerfreiheit, und das Schloss Sonderburg ging in seinen Besitz über. Zusätzlich wurde eine Hochzeit mit Charlotte Amelie von Plön, der Tochter des Plöner Herzogs Friedrich Karl arrangiert, die eine reiche Mitgift in die Ehe brachte.

### Barocker Neubau

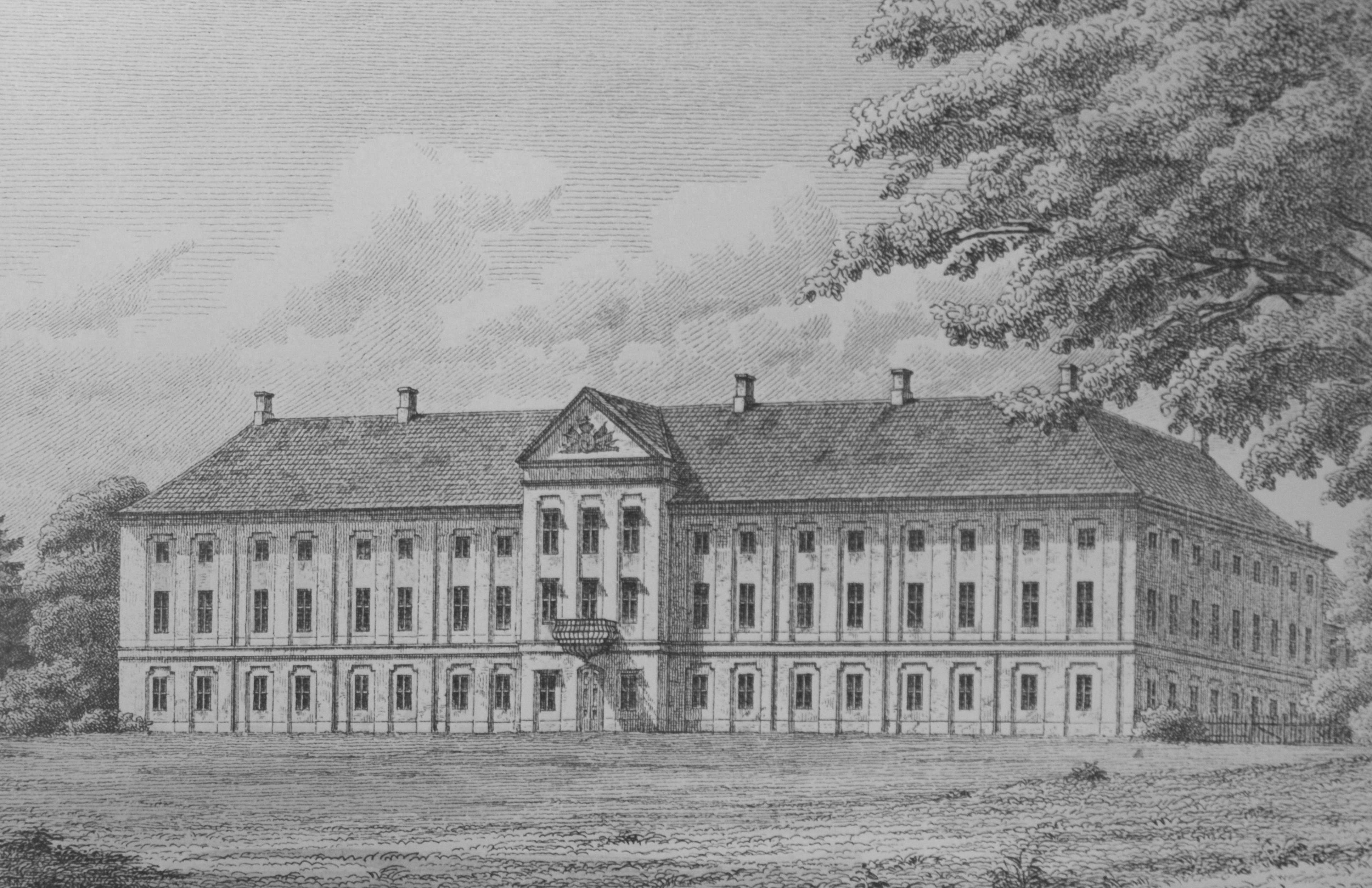
Das neue Schloss Augustenburg wurde ab 1770 errichtet (Lithografie um 1800)

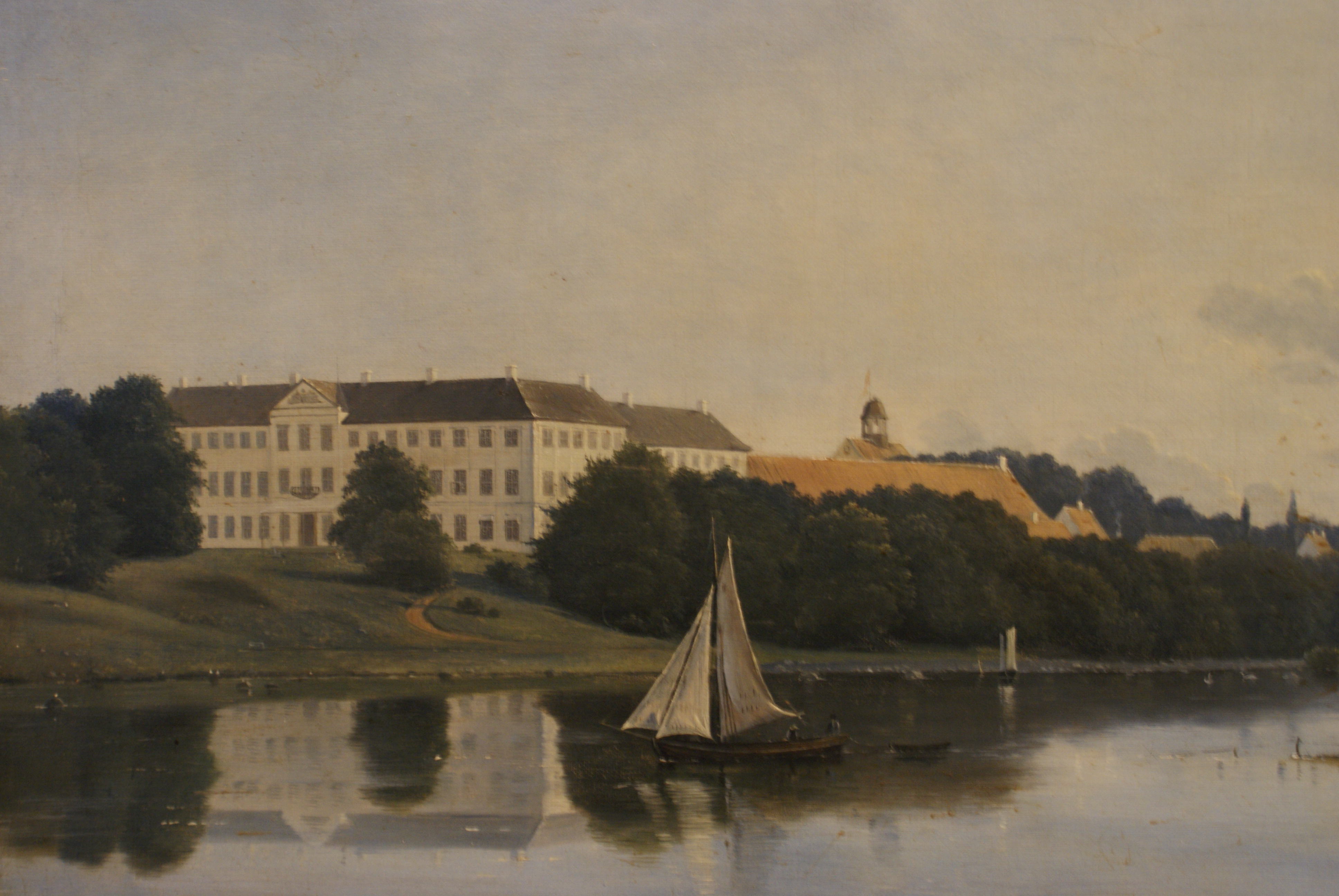
Schloss Augustenburg 1845, wenige Jahre vor dem Auszug der herzoglichen Familie (Gemälde aus dem 19. Jahrhundert)

Die Einkünfte aus dem Verzichtsvertrag beglichen nicht nur die hohen Schulden des Herzogs, sondern ermöglichten auch den Abriss des veralteten Augustenburger Schlosses und einen Neubau. Das neue Schloss wurde in den Jahren 1770 bis 1776 als großzügiger Familiensitz im Sinne des Spätbarocks geplant und ausgeführt. Augustenburg entwickelte sich unterdessen zu einer kleinen Residenzstadt. Die Wirtschaft des Ortes war fast gänzlich vom herzoglichen Haus abhängig, das der Epoche entsprechend eine weitgehend öffentliche Hofhaltung ausübte. Der Tagesablauf orientierte sich am französischen Hofzeremoniell des Absolutismus; Feste wurden mit aufwendiger Pracht inszeniert, und zu den öffentlichen Banketten wurden die Einwohner der Stadt als Zuschauer geladen. Nachdem Herzog Friedrich Christian II. 1786 die dänische Prinzessin Louise Auguste geheiratet hatte, gehörten die Augustenburger zur königlichen Familie und damit zum höchsten Adel im Königreich, auch wenn sie keine unabhängigen Herrscher, sondern im Grunde nur Großgrundbesitzer waren. Ihr Familienschloss auf Alsen war ein Treffpunkt von Hochadel, Politik und Kultur. Herzog Friedrich Christian stand in regem Kontakt zu Friedrich Schiller, und zu den häufigen Gästen auf Augustenburg zählte später zum Beispiel auch Hans Christian Andersen.
Im 19. Jahrhundert wollten sich die Augustenburger Herzöge jedoch nicht länger mit ihrer Rolle als Titularfürsten zufriedengeben. So bewarb sich 1809 Herzog Christian August erfolgreich um den schwedischen Thron, starb jedoch vor der Krönung. Der Thron wurde anschließend seinem älteren Bruder Friedrich Christian II. angeboten. Dieser wurde daraufhin in Augustenburg durch eine dänische Flottille festgesetzt, denn auch der dänische König Friedrich VI. war an der Herrschaft über Schweden interessiert und versuchte, seinen Mitbewerber von der Wahl fernzuhalten. Die schwedische Krone ging letztlich an den aus Frankreich stammenden Karl XIV. Johann.
Die Konflikte mit dem dänischen Königshaus verschärften sich ab 1846, nachdem Herzog Christian August II. aufgrund einer unklaren Rechtslage künftige Erbansprüche auf den dänischen Thron bei König Christian VIII. angemeldet hatte, die sich auf Louise Auguste bezögen und daher durch den einstigen Verzichtsvertrag nicht berührt seien. In dieser Zeit führte die Schleswig-Holstein-Frage in den Herzogtümern zunehmend zu Unruhen. Der Konflikt über die Zugehörigkeit Schleswigs zum Dänischen Gesamtstaat oder zum Deutschen Bund entlud sich im Revolutionsjahr 1848 im Schleswig-Holsteinischen Krieg. Nachdem Herzog Christian August II. offen Partei für die Aufständischen bezogen hatte, da er hoffte, von diesen zum souveränen Herzog über Schleswig und Holstein gemacht zu werden, zerriss das Band zu Dänemark endgültig. In der Folge der Ereignisse musste die Familie ihr Stammschloss auf Alsen verlassen.

### Nachnutzungen 1848–2015
Der letzte herzogliche Bewohner, Christian August II., verließ das Augustenburger Schloss mitsamt seinem Hofstaat am 26. März 1848. Er und sein Bruder Friedrich Emil August wurden von der dänischen Krone als Verräter betrachtet und nach dem Ende der sogenannten Erhebung 1851 auch offiziell des Landes verwiesen. Das Schloss wurde von der dänischen Armee beschlagnahmt und diente von 1848 bis 1850 als Lazarett und danach bis 1864 als Kaserne.
1852 kam es zu einem Vergleich zwischen Christian August II. und dem dänischen Königreich, indem das unklare Erbrecht der Augustenburger in Dänemark geregelt wurde. Wie schon im Jahrhundert zuvor wurde der offizielle Verzicht auf das Erbrecht durch eine Abfindung ausgeglichen. Die herzogliche Familie erhielt neben der Entschädigung den beweglichen Besitz aus den schleswigschen Gütern zurück. Sie ließ jedoch 1853 einen Großteil des Inventars der Schlösser Gravenstein und Augustenburg versteigern und nahm nur wenige Möbel, Schmuck und die Gemäldesammlung auf das von der Abfindungssumme erworbene Gut Primkenau in Schlesien mit. Nach dem Deutsch-Dänischen Krieg von 1864 musste die dänische Krone das Herzogtum Schleswig aufgeben, aber die Hoffnungen der Augustenburger auf eine Rückkehr erfüllten sich nicht: 1865 konnte die Familie einige Besitzungen auf und um Alsen zurückerlangen, wurde aber durch Otto von Bismarck an einer dauerhaften Rückkehr nach Augustenburg gehindert, denn der preußische Ministerpräsident fürchtete eine Einmischung Herzog Friedrichs in seinen Plan, Schleswig-Holstein in den preußischen Staat einzugliedern.
Nach dem Deutschen Krieg von 1866 wurden die Herzogtümer 1867 als Provinz Schleswig-Holstein Teil Preußens. Obwohl die herzogliche Familie 1884 sowohl das Augustenburger als auch das Sonderburger Schloss zurückerhielt, bewohnte sie beide Gebäude nicht mehr; sie nutzte nur noch Schloss Gravenstein. Das Augustenburger Schloss war bis 1876 preußische Kaserne, danach beherbergte es ein Lehrerinnenseminar.
Nach der Angliederung Nordschleswigs an Dänemark 1920 handelte Herzog Ernst Günther einen Übernahmevertrag für die Augustenburger Besitzungen aus. 1921 wurde das Schloss an den dänischen Staat verkauft. 1932 wurde eine Nervenheilanstalt eingerichtet. Patientenzimmer und Verwaltung befanden sich im Haupt- und mehreren Nebengebäuden. Das Krankenhaus besaß Fachbereiche der allgemeinen Psychiatrie, der Kinder- und Jugendpsychiatrie und der Gerontopsychiatrie. Den Zweiten Weltkrieg überstand das Schloss ohne Schäden. Die psychiatrische Klinik wurde 2015 nach Aabenraa verlegt.

### Behördensitz und Veranstaltungsort
2016 übernahm die dänische Landwirtschaftsbehörde (Landbrugsstyrelsen), eine Abteilung des Ministeriums für Nahrungsmittel, Landwirtschaft und Fischerei, das Gebäude. Gegenwärtig (2021) haben rund 300 Mitarbeiter ihren Dienstsitz im Schloss Augustenburg.
Der Schlosspark ist frei zugänglich und regelmäßig Spielort verschiedener Musikveranstaltungen. Das Spektrum reicht von der klassischen bis zu Pop- und Rockmusik.
Von den Innenräumen des Schlosses sind zu gesonderten Anlässen nur der Gartensaal und das Arbeitszimmer des Herzogs für die Öffentlichkeit zugänglich. Die Schlosskapelle ist während der Sommermonate wochentags für Besucher zugänglich. Ein „Minimuseum“ im Torhaus erläutert die Geschichte der herzoglichen Familie.
Im Palais westlich des Schlosses zeigt die Augustiana Kunsthal zeitgenössische Kunst, präsentiert Wechselausstellungen und arrangiert vielfältige Kulturveranstaltungen.

## Baulichkeiten

### Das Schlossgebäude

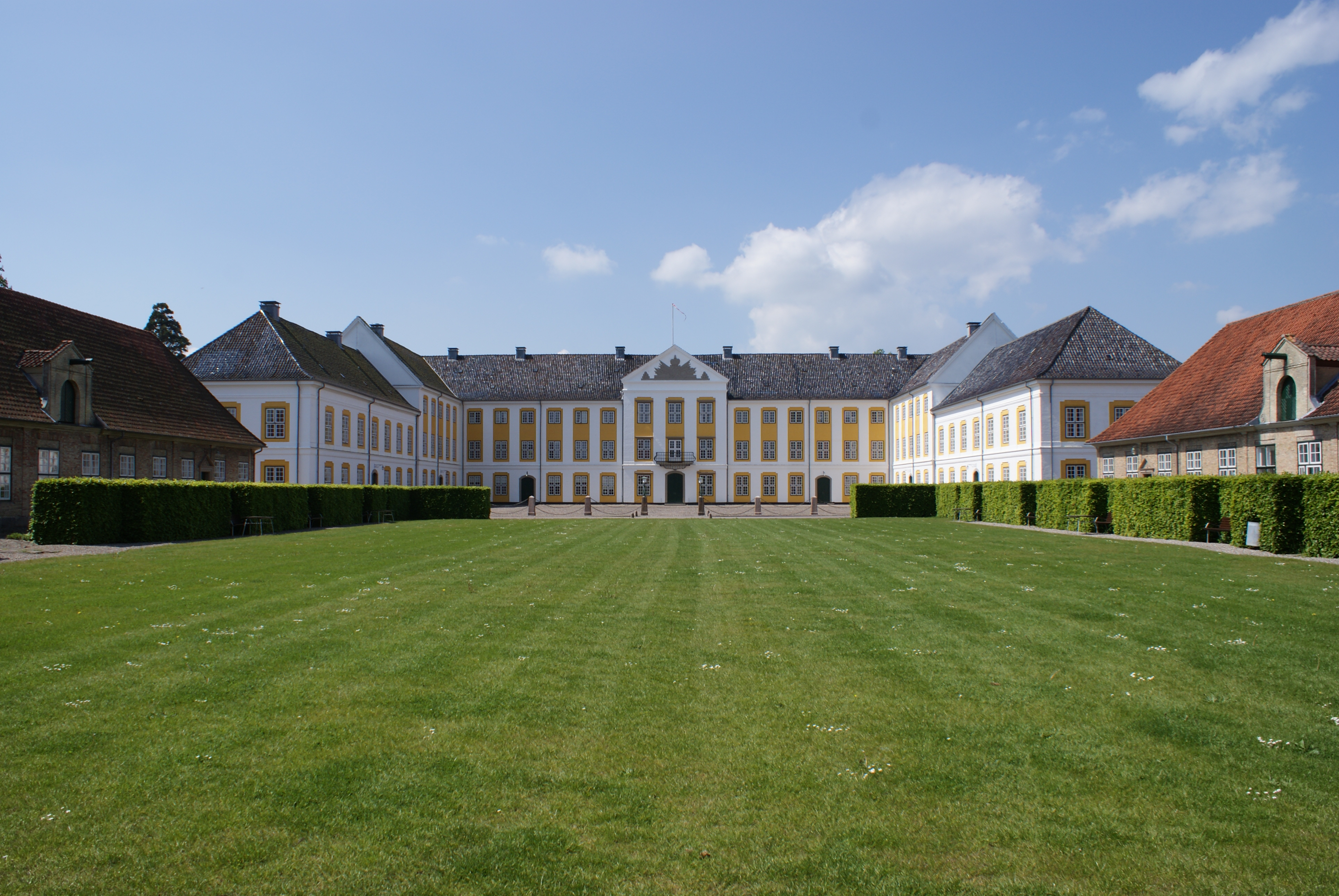
Augustenburg, Blick von Osten durch den Wirtschafts- zum Ehrenhof

Über den Vorgängerbau des heutigen Schlosses ist nur wenig bekannt. Der als großzügiges Fachwerkhaus beschriebene vierflügelige Bau wurde für die neue Residenz abgebrochen. Der Neubau wurde von 1770 bis 1776 im Auftrag von Herzog Friedrich Christian I. durch Johann Gottfried Rosenberg errichtet. Es war das letzte und größte Bauwerk des Architekten, der unter anderem auch den Marstall, das Reithaus und das Prinzenhaus am Plöner Schloss sowie das Herrenhaus in Windeby, die Kavaliershäuser in Rundhof und den mittlerweile abgebrochenen Marstall („Krummhaus“) in Ludwigsburg entwarf.
Schloss Augustenburg wurde als große, dreiflügelige Anlage errichtet. Den Haupttrakt bildet das nach Westen ausgerichtete, riegelartige Corps de Logis, das sich zum Hof mit fünfzehn und zum Garten mit neunzehn Fensterachsen öffnet. Beide Fassaden werden von einem nur flach hervorspringenden Mittelrisalit mit Dreiecksgiebel und Trophäenreliefs mit den Initialen des Bauherren betont. Hofseitig wird das dreigeschossige Gebäude durch je einen nördlichen und einen südlichen fünfachsigen Flügelbau zur Hufeisenform erweitert. Die Seitentrakte sind durch zweigeschossige Anbauten um weitere sieben Achsen verlängert. Im nördlichen dieser Flügel befindet sich die Schlosskapelle. Sämtliche Fensterachsen sind durch breite Lisenen voneinander getrennt, die das dreigeschossige Hauptgebäude im Sinne der Kolossalordnung gliedern.
Das Schloss umgibt in typisch barocker Weise einen gepflasterten Ehrenhof. Dem Gebäude gegenüber stehen drei symmetrische Nebengebäude, die einen früheren Wirtschaftsplatz rahmen. Alle Bauten zusammen formen eine große rechteckige, annähernd geschlossene Hofanlage.

#### Innenräume
Im Gegensatz zum strengen Erscheinungsbild der Fassaden war die Innenausstattung des Schlosses noch dem Stil des Rokoko verpflichtet. Die Beletage mit der Fürstenwohnung befand sich im ersten Obergeschoss, das Untergeschoss war den offiziellen Räumen vorbehalten. Die Ausgestaltung der Räume übernahm der Italiener Michelangelo Taddei, der auch die Stuckaturen in den Herrenhäusern von Gelting und Lundsgaard schuf. Der bedeutendste Raum des Schlosses ist der mit feinen Rocaillestuckaturen dekorierte Gartensaal, der im Erdgeschoss des Corps de Logis als zentral gelegener Salon diente. Der Gartensaal ist neben dem ebenfalls in Rokokoformen gehaltenen Arbeitszimmer des letzten Herzogs der einzige Raum des Schlosses, der weitgehend in alten Formen erhalten und gelegentlich für Besucher zugänglich ist. Die Räume dienten bis 2015 weitgehend dem Klinikbetrieb. Möbel, Kunstwerke und sonstiges Originalinventar des Schlosses wurden bereits 1853 zu einem Großteil versteigert. Bedingt durch die lange Fremdnutzung des Gebäudes ist von der ehemaligen Ausstattung nur wenig erhalten und die einstige Funktion der Räume kaum dokumentiert.

#### Die Schlosskirche
Den größten Raum des Schlosses nimmt die Schlosskirche ein, die – von außen nicht sichtbar – den gesamten zweistöckigen Anbau des Nordflügels belegt. Sie ist der Nachfolgebau einer älteren Kapelle von 1671, die vor dem Neubau des Schlosses ebenfalls abgetragen wurde. Der Kirchensaal aus dem späten 18. Jahrhundert ist mit seiner einheitlichen Rokokoausstattung bis in die Gegenwart nahezu unverändert erhalten. Die Stuckarbeiten wurden vermutlich ebenfalls von Michelangelo Taddei ausgeführt. Eine Besonderheit ist das Taufbecken aus Carraramarmor, das 1821 als Geschenk des russischen Zaren Alexander I. aufgestellt wurde.
Das als Predigtkirche angelegte Kirchenschiff ist, den Fensterachsen folgend, in sieben Joche gegliedert. Die Joche werden im Erdgeschoss auf beiden Seiten von je sechs dorischen, auf der Höhe der Empore von je sechs korinthischen Säulen getrennt, so dass eine dreischiffige Halle gebildet wird. Der Raum ist auf einen hohen, durch eine geschwungene Balustrade vom Saal abgegrenzten Kanzelaltar an der östlichen Außenwand ausgerichtet. Dem Altar gegenüber an der Westwand befindet sich auf der Höhe der Empore der verglaste Fürstenstuhl; von dieser aufwendig gestalteten Loge aus konnten der Schlossherr und seine Familie die Predigt verfolgen.
Die Kirche diente nicht allein der herzoglichen Familie, sondern auch dem im Schloss lebenden Hofstaat, dessen Mitglieder ihren Platz auf den Emporen hatten. Die bei Hof beschäftigten Bewohner des Ortes hatten ihre Plätze im Erdgeschoss der Kirche. Als Kirchturm diente der Dachreiter des Torhauses, von dessen Glockenstuhl aus zu den Gottesdiensten geläutet wurde. Die Schlosskirche dient seit 1874 als Gemeindekirche der Stadt Augustenburg. Eine umfangreiche Restaurierung des Kirchensaals fand 1972 statt.

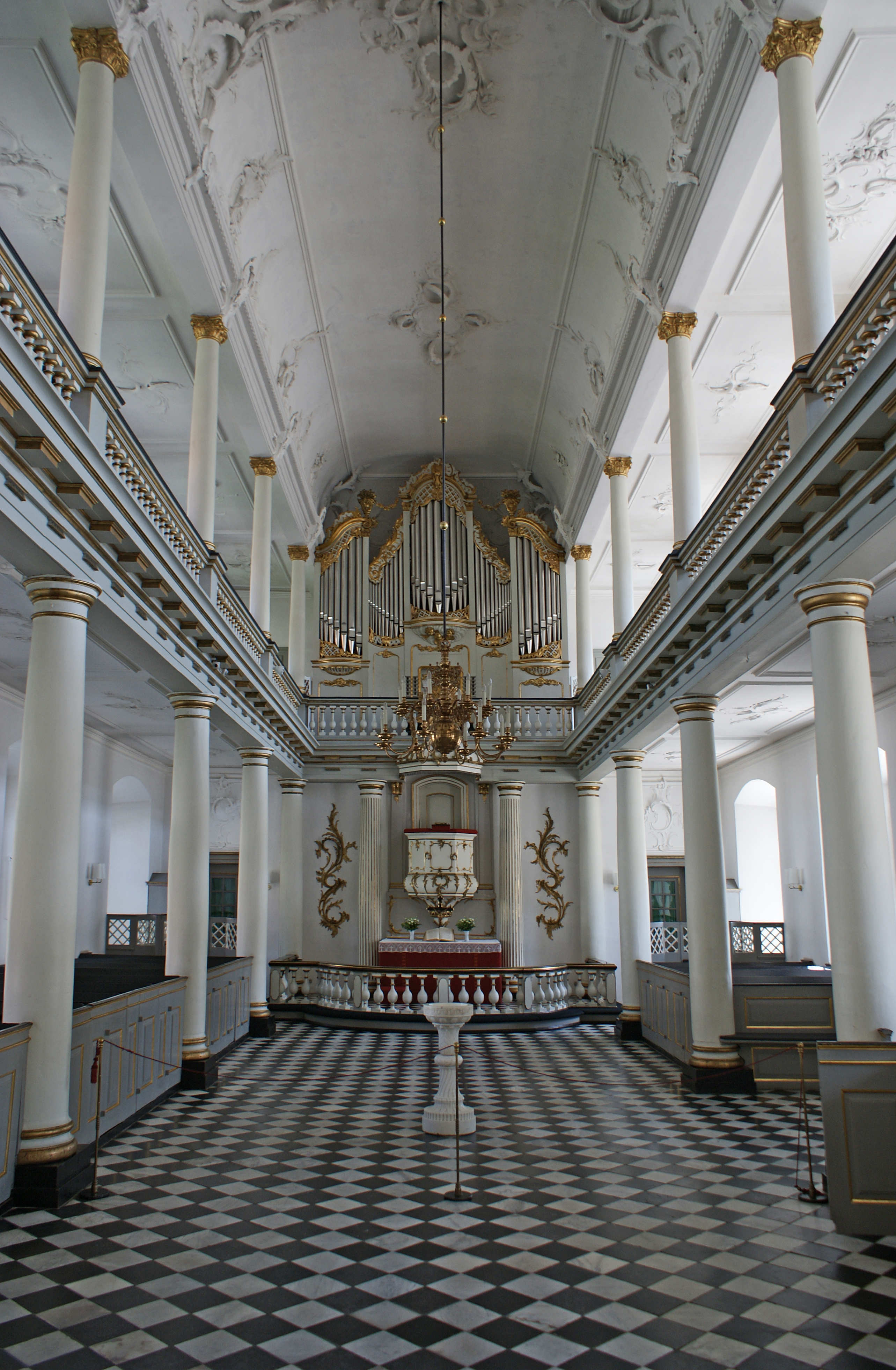
Die Schlosskirche, Blick zum Altar

Der Prospekt der Orgel über dem Altaraufbau stammt vom holsteinischen Orgelbauer Johann Daniel Busch. Das Orgelwerk wurde 1978 von dem Orgelbauer Marcussen & Søn (Dänemark) erbaut. Das Schleifladen-Instrument hat 26 Register auf zwei Manualwerken und Pedal. Die Trakturen sind mechanisch.
| I Hauptwerk C–g3 |                |       |
| 1.               | Bordun         | 16′   |
| 2.               | Principal      | 8′    |
| 3.               | Viola da Gamba | 8′    |
| 4.               | Gadakt         | 8′    |
| 5.               | Oktav          | 4′    |
| 6.               | Quint          | 2 ⁄3′ |
| 7.               | Oktav          | 2′    |
| 8.               | Mixtur IV      |       |
| 9.               | Cymbel III     |       |
| 10.              | Trompet        | 8′    |

| II Oberwerk C–g3 |               |    |
| 11.              | Rørfløjte     | 8′ |
| 12.              | Traversfløjte | 8′ |
| 13.              | Quintatøn     | 8′ |
| 14.              | Principal     | 4′ |
| 15.              | Hulfløjte     | 4′ |
| 16.              | Nathorn       | 2′ |
| 17.              | Cornet IV     |    |
| 18.              | Vox humana    | 8′ |
|                  | Tremulant     |    |

| Pedalwerk C–f1 |                |     |
| 19.            | Subbas         | 16′ |
| 20.            | Principal      | 8′  |
| 21.            | Oktav          | 4′  |
| 22.            | Flachfløjte    | 2′  |
| 23.            | Rauschquint IV |     |
| 24.            | Basun          | 16′ |
| 25.            | Trompet        | 8′  |
| 26.            | Trompet        | 4′  |

- Koppeln: II/I, I/P, II/P
- Effektregister: Cymbelstern mit 4 Glocken

#### Stilistische Einordnung

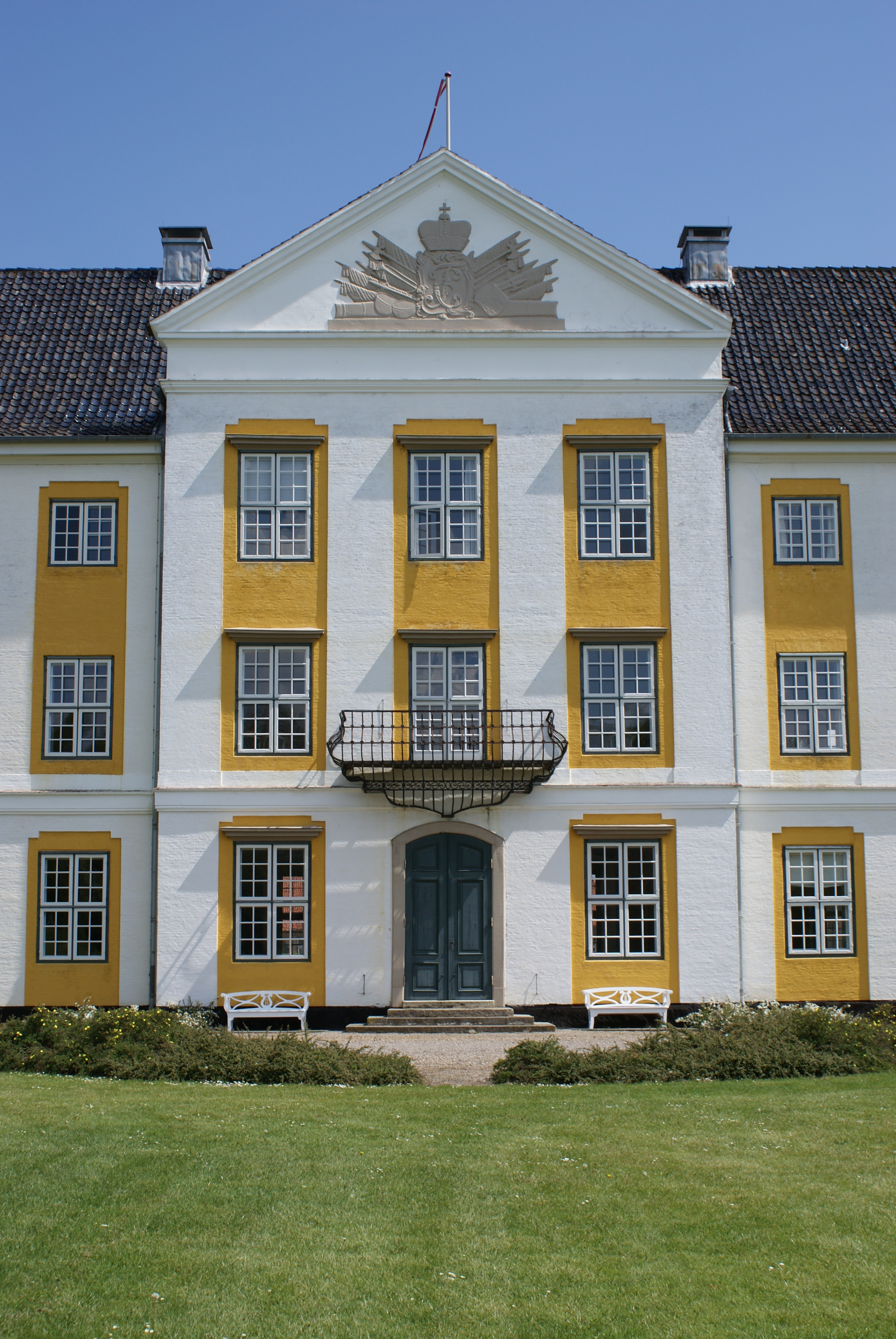
Detailansicht des Mittelrisalits. Die strengen Formen des Schlosses sind bereits vom Klassizismus geprägt

Das Augustenburger Schloss ist im ehemaligen Herzogtum Schleswig der einzige landesherrliche Residenzbau des 18. Jahrhunderts. Nach der Besetzung des Gottorfer Anteils des Herzogtums durch Dänemark 1713 wurde das Land dem Königreich 1720 auch offiziell angegliedert. Unter der dänischen Krone wurden keine Residenzbauten in Schleswig mehr errichtet, und zahlreiche ältere Schlösser wurden sogar abgebrochen, so zum Beispiel Tönning und die Duburg. Die Ländereien der übrigen Sonderburger Nebenlinien in Schleswig, Norburg und Glücksburg, kamen nach Tauschgeschäften oder Erbgängen im 18. Jahrhundert ebenfalls zu Dänemark. Die finanziellen Mittel für bauliche Großprojekte fehlten den sogenannten Kadettenlinien ohnehin. Schlossartige Bauten entstanden lediglich noch mit den Herrenhäusern auf den adligen Gütern.
Das Augustenburger Schloss ist in einer stilistischen Übergangsphase entstanden, was vor allem an den Fassaden deutlich wird. Die hufeisenförmige Anlage mit großen Flügelbauten und die kräftige Farbakzentuierung in weiß und gelb sind noch typisch für die Residenzen des Barock, die sparsame Verwendung von Dekorationselementen, die festlichen, tempelartigen Giebel und die blockhafte Gartenfassade sind dagegen schon deutlich vom Klassizismus geprägt. Die Bauformen sind einfache geometrische Körper, auf ein gestaffeltes Pavillonsystem wurde ebenso verzichtet wie auf Schwünge.
Die Lisenen mit den eingezogenen Winkeln sind ein Motiv, das der Architekt Rosenberg an mehreren seiner Werke anwandte, so zum Beispiel an den Nebengebäuden von Rundhof, an der Kirche von Hohenwestedt und am Herrenhaus von Windeby. Ebenso befinden sie sich am Schloss Sandbjerg, das aus einem früheren Sonderburger Gut auf der Halbinsel Sundewitt errichtet wurde und in seiner kräftigen Farbakzentuierung wie eine kleinere Variante von Augustenburg wirkt.

### Die Umgebung des Schlosses

#### Der Hof und die Stadt

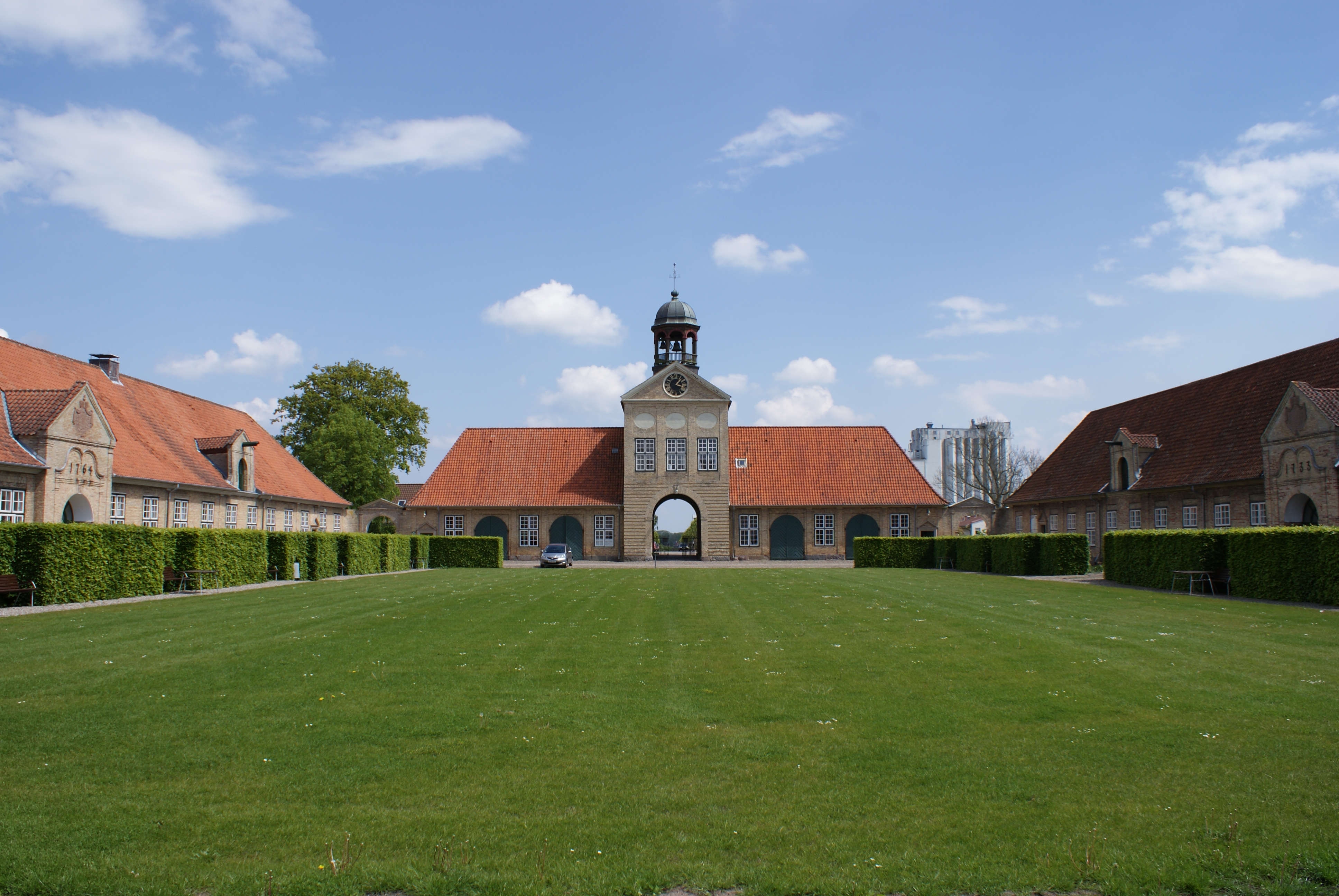
Der Wirtschaftshof mit dem Torhaus, links die Reithalle, rechts der Marstall

Dem Schloss stehen in östlicher Richtung drei Nebengebäude gegenüber, die einen eigenen, heute mit einer Rasenfläche versehenen ehemaligen Wirtschaftshof umgeben. Die gesamte Anlage ist vollkommen symmetrisch; die Hauptachse des Schlossareals führt, von der Schlossallee kommend, quer durch das Torhaus, über den Hof und den Gartensaal bis in den Schlosspark und von dort in den Waldbereich.
Die barocken Bauten des Wirtschaftshofs bestehen aus unverputztem, lehmfarbigem Backstein. Sie stammen aus den Jahren 1764 bis 1770 und wurden noch vor dem Neubau des Schlosses errichtet. Der mittlere Bau mit dem Torhaus ist als Gegenstück zum Schloss aufwendiger gestaltet als seine seitlichen Pendants. Die Gebäudemitte mit der Tordurchfahrt wird von einem dreiachsigen, mit einem Dachreiter bekrönten Uhrturm betont. Der Dachreiter enthält die Glocken der Schlosskirche. Das Torhaus diente als Pförtnerwohnung und Remise, worauf bis heute vier große Tore verweisen. Im nördlichen Trakt dieses Gebäudes ist das sogenannte Mini-Museum untergebracht, in dem die Geschichte des Schlosses und seiner Bewohner erläutert wird. Das Torhaus wird nördlich und südlich von zwei langgezogenen Wirtschaftsbauten flankiert. Das südliche Gebäude diente ehemals als Marstall, das nördliche als Reithalle, in der auch das Gutskontor und Räume für die Stallknechte untergebracht waren. Hinter der Reithalle befinden sich als weitere Nebengebäude die frühere Schlossküche und das einstige Waschhaus. Die Bauten des Wirtschaftshofs dienen heute vor allem der Verwaltung des Klinikbetriebs.
Der Flecken Augustenburg war in seiner Wirtschaft vollständig auf das Schloss zugeschnitten. Augustenburg bestand bis zum Beginn des 20. Jahrhunderts lediglich aus zwei größeren Straßen. 1845 wurden 660 Einwohner gezählt. Nördlich des Schlosses verläuft die eigentliche Hauptstraße, während die Schlossallee mit Bezug auf das Torhaus als repräsentative Auffahrt gestaltet wurde. Die meisten der Häuser folgten einem einheitlichen Bauprinzip, es waren zumeist traufenständige, weißgekalkte Bauten mit Krüppelwalmdächern und Mansardengiebeln. Zahlreiche Häuser des sogenannten Augustenburger Stils sind noch erhalten. Seit der Mitte des 19. Jahrhunderts setzten sich auch andere Bauformen durch.

#### Der Schlossgarten und die Lusthäuser

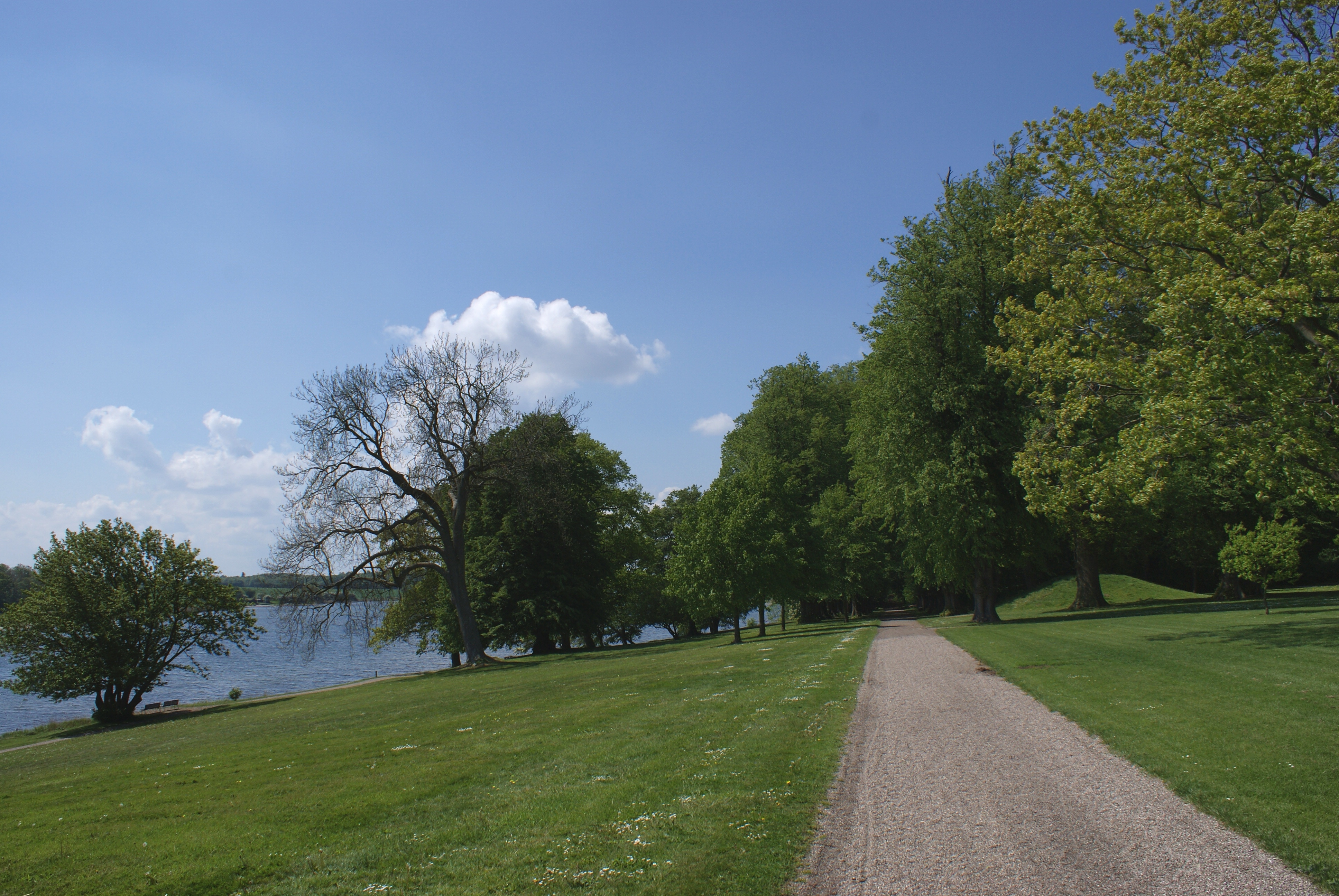
Blick durch den Schlossgarten mit der Augustenburger Förde im Hintergrund

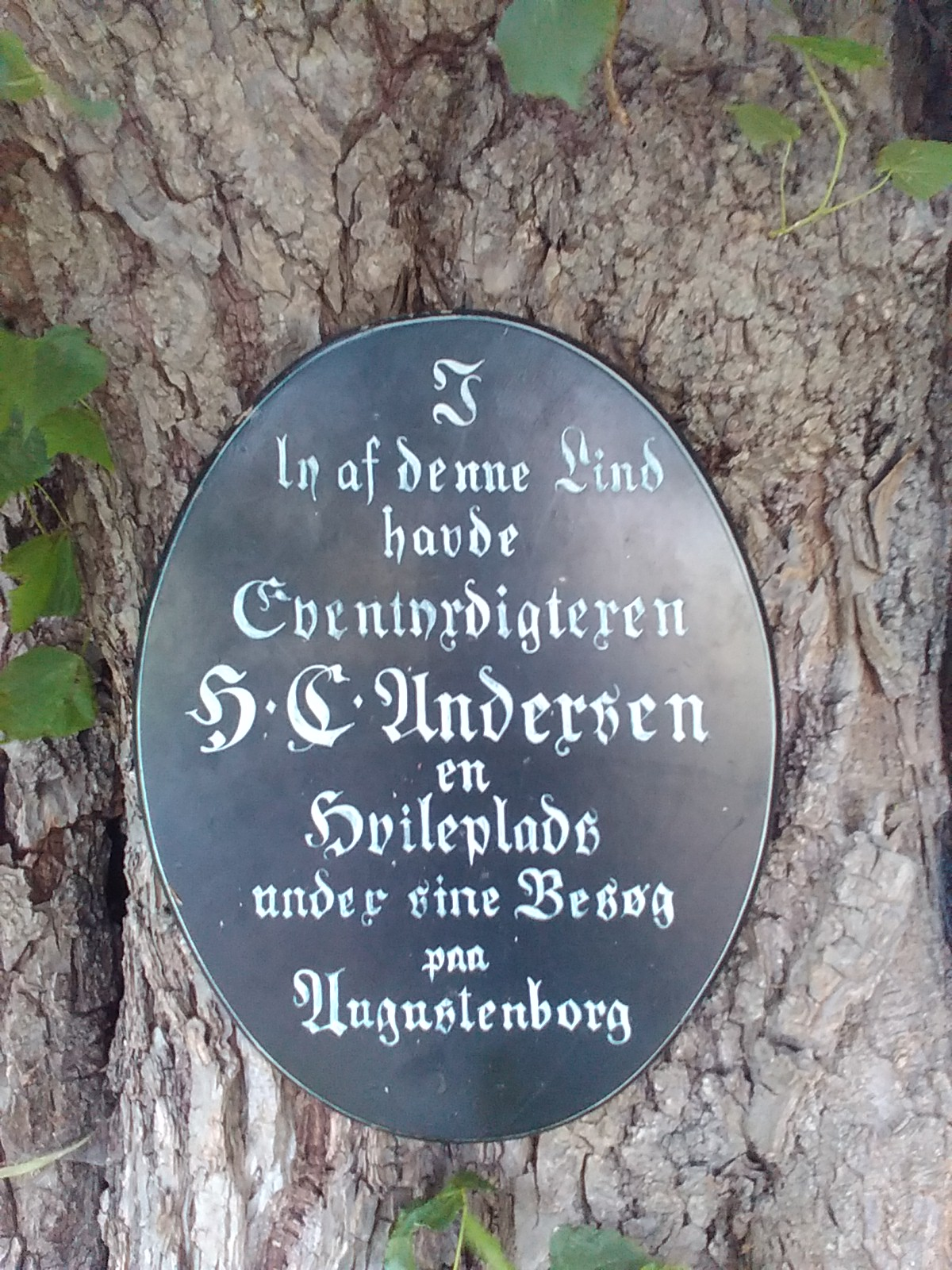
Gedenktafel an HC Andersen der Linde im Schlosspark

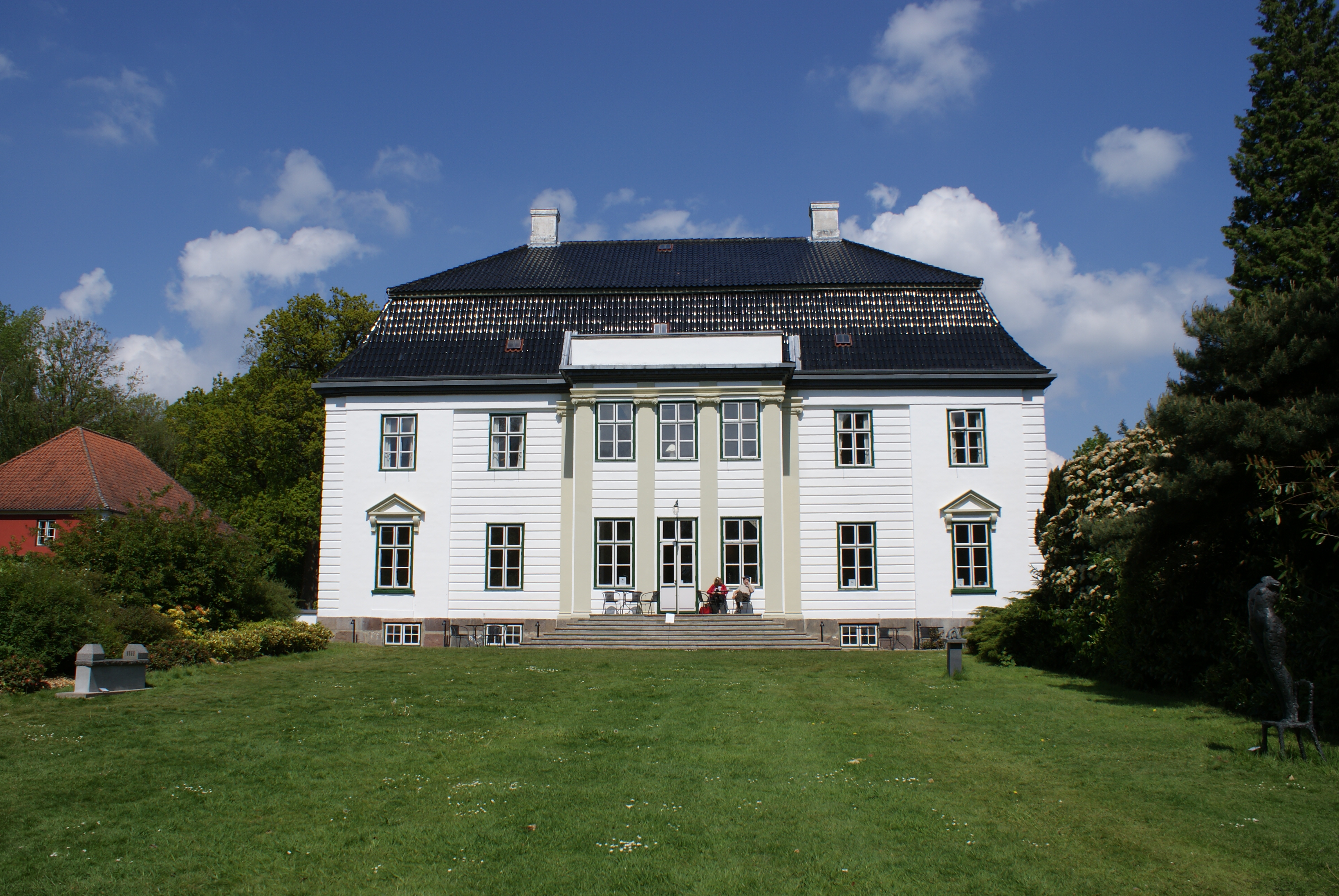
Palais und Haus des Prinzen

Der die Anlage umgebende Schlosspark ist aus einem Barockgarten hervorgegangen. Die Fläche vor dem Schloss war einst durch Broderieparterres und Boskette geschmückt. Der barocke Garten wurde im 19. Jahrhundert in einen Landschaftspark umgeformt. Die ursprüngliche Gestalt ist seitdem nur noch in Grundzügen zu erkennen: insbesondere im nahen Waldbereich haben sich einige Alleen des 18. Jahrhunderts erhalten. Nach dem Auszug der herzoglichen Familie 1848 wurden keine größeren Umgestaltungen mehr vorgenommen.
Schloss Augustenburg steht in idyllischer Lage direkt oberhalb einer Bucht der Augustenburger Förde, eines Arms der Ostsee. Die Ausblicke auf die Förde und die dahinter liegende Landschaft erscheinen wie eine Fortsetzung des Gartens in der Ferne, ein Effekt, der für einen Landschaftsgarten englischer Prägung charakteristisch ist. Typische Gartenarchitekturen wie Tempel oder Grotten fehlen jedoch. Der Schlossgarten in seiner heutigen Gestalt besteht aus einem großen Rasenparterre vor dem Corps de Logis, dessen nördliche Begrenzung eine in Formschnitt gestaltete Hecke bildet. Nach Westen führt eine Sichtachse in den Waldbereich, während der Garten nach Süden den Blick auf die Ostseebucht zulässt. Der Gartenbereich vor dem Schlossgebäude wird durch Baumgruppen und eine modellierte Hügellandschaft gestaltet, die durch Rundwege erschlossen wird. Unter einer der Linden im Schlosspark erinnert eine Gedenktafel an den Dichter Hans Christian Andersen, der dort an zahlreichen seiner Werke gearbeitet haben soll.
Innerhalb des Schlossparks befinden sich das so genannte Palais und das Haus des Prinzen. Es handelt sich dabei um zwei Lusthäuser samt Nebengebäuden, die nach dem Auszug der herzoglichen Familie 1848 in öffentliche Nutzung übergingen. Das Haus des Prinzen ist ein kleines, verhältnismäßig spartanisch anmutendes Wohnhaus. Errichtet wurde es 1765 für Emil August, den jüngeren Bruder des Herzogs Friedrich Christian I. Der Prinz nahm im Alter von 42 Jahren Abschied von seiner militärischen Laufbahn und wollte dort ein ruhiges Leben ohne Pracht führen. Das rote Haus sollte ihm als Eremitage dienen. Emil August lebte dort bis zu seinem Tod 1786. Das kleine Anwesen ging testamentarisch an seine Schwester Louise Christine Caroline über, die dort auf Lebenszeit über alle Einrichtungen verfügen sollte.
Da das alte Prinzenhaus zu klein für eine angemessene Hofhaltung war, ließ ihr Vater zusätzlich das sogenannte Palais errichten, das bis 1788 fertig gestellt wurde. Die Prinzessin lebte dort bis zu ihrem Tod 1815. Von 1820 bis 1843 war es als Wittum der Hauptwohnsitz der Herzoginwitwe Louise Augusta. Das klassizistische Palais ist nur unwesentlich größer als das Prinzenhaus, aber aufwendiger ausgestattet. Der siebenachsige Bau liegt oberhalb eines Rasenparterres mit Blick zum Fördeufer. Seine Gartenfassade wird durch einen flach hervorspringenden Risalit betont, der durch hohe Pilaster in Kolossalordnung gegliedert ist. Die rückwärtige Fassade ist zum Hof durch eine säulengeschmückte Loggia geöffnet. Die Innenräume sind in ihrer Dekoration schon dem Klassizismus zuzurechnen.
Das heute als Palæet Augustiana bezeichnete Gebäude bildet zusammen mit dem Prinzenhaus den Mittelpunkt eines Skulpturenparks innerhalb des Schlossgartens. Das Haus ist für die Öffentlichkeit zugänglich und beherbergt Ausstellungsräume, in denen vorwiegend Werke zeitgenössischer Künstler präsentiert werden.